# Afrocentrismo
Afrocentrismo é uma ideologia dedicada ao estudo da história africana. Sua principal finalidade é buscar a autodeterminação e uma ideologia pan-africana na cultura, filosofia e história de divulgar e incentivar o nacionalismo e o orgulho étnico entre os afro-americanos como uma arma de efeito psicológico contra o racismo global.
A principal teoria do afrocentrismo é a do Egito Negro, segundo a qual os habitantes do antigo Egito eram negros. O afrocentrismo é uma reação contra o eurocentrismo e suas distorções da história. Entre os estudiosos, o trabalho e os escritos de autores que se dizem afrocentristas são geralmente considerados parte de um discurso ativista e de uma reescrita eniesada da história próxima ao protocronismo. Algumas teorias da conspiração incorporam elementos afrocêntricos.

## Terminologia
A palavra afrocentrismo, provavelmente, foi empregada pela primeira vez por John Henrik Clarke em 1972 para afirmar a necessidade da história ser reescrita partir dos sujeitos africanos e afro-americanos. O adjetivo afrocêntrico aparece em uma entrada da Encyclopedia Africana, possivelmente escrita por W. E. B. Du Bois.
O substantivo afrocentricidade remonta a década de 1970, e foi popularizado por Molefi Asante no livro Afrocentricity: The Theory of Social Change de 1980. A diferença fundamental entre afrocentrismo e afrocentricidade é que o primeiro coloca a pessoa africana no centro dos seus próprios interesses e enfatiza os usos culturais, enquanto a afrocentricidade é uma posição acadêmica dentro do estudo da história e realidade africanas. Afrocentricidade, assim, é “definida como uma epistemologia que apela a uma leitura do mundo a partir de África, colocando a África e os africanos como sujeitos da ação histórica no ponto de partida de qualquer análise da sua própria realidade”.
De acordo com Asante, embora afrocentrismo e afrocentricidade sejam frequentemente confundidos com tendo o mesmo significado, nem todo afrocentrista é adepto do afrocentrismo.  Isto tem causado confusões, inclusive no meio acadêmico, sobre quem pode ser considerado um afrocentrista. Por um lado, ser um afrocentrista pode significar aderência à proposta de Asante e, por outro, ao afrocentrismo. Para Asante, o afrocentrismo "referem-se a um amplo movimento cultural do final do século XX que possui um conjunto de ideias filosóficas, políticas e artísticas que fornecem a base para as dimensões musicais, indumentárias e estéticas da personalidade africana", enquanto afrocentricidade "é uma teoria da agência, isto é, a ideia de que os povos africanos devem ser vistos e verem-se como agentes e não como espectadores da revolução e da mudança histórica. Para este fim, a Afrocentricidade procura examinar todos os aspectos do lugar dos africanos na vida histórica, literária, arquitetônica, ética, filosófica, econômica e política".

## Definição
Na década de 1970, vários autores como Cheikh Anta Diop, Théophile Obenga e Roy D. Morrison II, estavam preocupados em realizar e incentivar pesquisas que evidenciassem a urgência da valorização de um pensamento nativo africano. Anta Diop e Obenga, em especial, afirmavam a primazia da civilização africana e que ela era pautada pela harmonia. Nesse movimento inicial de colocar as africanos em posições de poder, em 1975, o nigeriano Chinweizu diagnosticava que a cultura africana era vista como exótica, quando deveria ser avaliada pela sua afrocentricidade.
O afrocentrsimo surge como uma corrente filosófica afro-americana na década de 1980 com a publicação de Molefi Kete Asante dos livros Afrocentricity (1980) e The Afrocentric Idea (1987). Asante procura, a partir dos estudos históricos de Anta Diop, postular a África como o berço da civilização em matéria de filosofia, ciência, religião, política, arte e comunicação. O afrocentrismo, portanto, é formulado para atuar como um paradigma alternativo ao eurocentrismo. Além da importância de Anta Diop e Obenga para a construção das bases históricas, filosóficas e linguísticas do afrocentrismo, há a retomada de nomes importantes do pensamento africano e afro-americano, como Du Bois, Marcus Garvey, Booker T. Washington e Malcom X para a construção desse "verdadeiro sistema multifacetado, em que ideologia, ciência, pensamento teórico, ideia do futuro, identidade coletiva formam um poderoso conjunto capaz de comunicar as etapas do resgate africano e afro-americano (“Njia”, o caminho) em contraposição ao imperialismo cultural e mental eurocêntrico".
Existem também posturas mais radicais que defendem, como Wilson Jeremiah Moses, que o afrocentrismo deveria ser entendido como uma religião e uma utopia ou, como Yaacov Shavit, que coloca-o como um europeísmo enegrecido. A principal finalidade do afrocentrismo é buscar a autodeterminação e uma ideologia pan-africana na cultura, filosofia e história.

## História

### Surgimento nos Estados Unidos
O afrocentrismo surge nos Estados Unidos na década de 1960, em um contexto de reivindicações políticas e culturais da população afro-americana. Ao longo das décadas de 1960 e 1980, questões como as políticas afirmativas, a luta pelo fim da discriminação racial e a abertura do espaço cultural e acadêmico aos afro-americanos são importantes para a construção do afrocentrismo nos Estados Unidos. Em 1987, por exemplo, foi fundado por Molefi Asante, na Universidade Temple, o primeiro programa de doutorado em Estudos Afro-Americanos. O afrocentrismo também colocava-se como uma alternativa ao liberalismo de Ronald Reagan ao mesmo tempo que o rejeitava e criticava.
De acordo com Stephen Howe, o afrocentrismo surge de debates ocorridos, em 1968, na African Studies Association (ASA). Essa associação era composta, em sua maioria, por pessoas brancas, o que levou a criação da African Heritage Studies Association (AHSA) por John Clarke com uma perspectiva de reunir exclusivamente intelectuais negros na reconstrução da história e da cultura africana com uma perspectiva afrocêntrica.

## Principais argumentos

### Egito negro como berço da civilização

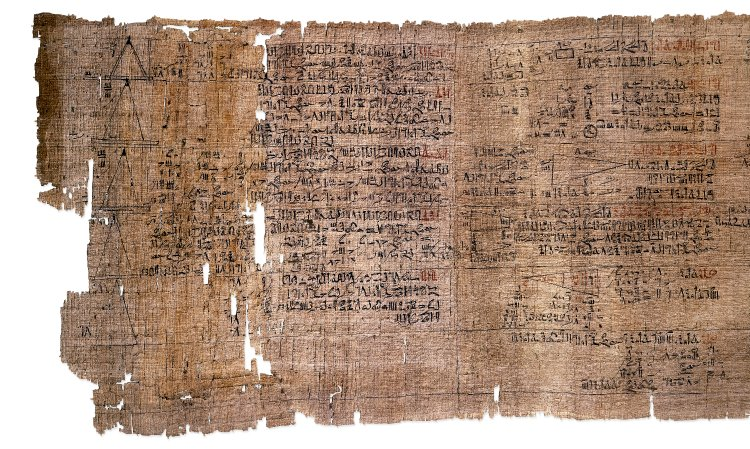
Parte do Papiro de Rhind, um dos mais antigos documentos matemáticos registrados e frequentemente utilizado para demonstrar o alto conhecimento matemático dos antigos egípcios

A tese do Egito como berço da civilização tem como fundamento a ideia de difusionismo defendida pelo afrocentrismo, que busca demonstrar a influência da cultura e do conhecimento egípcio antigo na cultura grega na antiguidade e, por extensão, na cultura ocidental em geral. O difusionismo é utilizado para responder a duas questões fundamentais: comprovar a influência egípcia sobre a cultura grega e estabelecer a origem única das civilizações africanas contemporâneas a partir do Egito. São quatro os principais argumentos através das quais o Afrocentrismo busca alcançar a resposta dessas questões, baseados nas diferentes formas de interação entre os egípcios e os gregos na antiguidade, sendo eles: ocupação militar, transferências demográficas, trocas comerciais e a presença de intelectuais gregos nas escolas egípcias. 
O afrocentrismo proposto por autores ligados a Asante e Diop é "egitocêntrico", defendendo a ideia de que o antigo Egito, frequentemente referido como o "Egito Negro" desempenhou um papel crucial na formação da civilização ocidental. Além de Diop e Assante, outros autores que corroboram com essa tese, como Théophile Obenga argumentam que muitos dos princípios filosóficos, religiosos, científicos e éticos, como a ideia de imortalidade da alma e o autoconhecimento (conhece-te a ti mesmo), que moldaram a cultura ocidental têm raízes no Egito antigo, que seria uma civilização negra, argumentando que o pensamento filosófico se originou no Egito, não na Grécia, e que conceitos filosóficos gregos, como o nous, têm precursores egípcios, sob a acusação de um "legado roubado" por parte dos gregos, mas sem especificar quais preceitos ou filósofos egípcios precedentes realizaram essa influência. Além disso, esses autores argumentam que filósofos gregos como Sócrates e Platão foram influenciados pelos ensinamentos egípcios, acreditando que Sócrates — entendido aqui como um homem negro — adquiriu conhecimentos e ensinamentos durante sua estada no Egito, que teria ocorrido após a morte de seu mestre, e onde teria permanecido por 13 anos, estudando os ensinamentos de seu guia o sacerdote Sechnuphis em Heliópolis. Com isso, argumentam que Platão desempenhou um papel central na transmissão da influência egípcia para a filosofia grega. Alguns afrocentristas, como Cheikh Anta Diop, afirmam que os africanos, em particular os egípcios, possuíam uma superioridade ética devido ao ambiente climático mais favorável em que viviam. Eles argumentam que os princípios éticos egípcios, como a busca pela paz, justiça e equilíbrio, influenciaram a ética em outras culturas, incluindo a grega e a cristã. 
Os afrocentristas, principalmente os ligados a Obenga e Asante, que abordam mais diretamente a questão da religião, também defendem que o monoteísmo tem raízes africanas, incluindo a figura de Moisés, que é considerado africano, e que o monoteísmo egípcio, centrado no culto de Aton como única divindade e implementado pelo faraó Aquenáton, influenciou o cristianismo e outras religiões monoteístas. Além disso, o Egito antigo legou importantes conhecimentos para a ciência ocidental, incluindo medicina e matemática, como as soluções matemáticas descritas no Papiro de Rhind e os conhecimentos de medicina do templo de Amenófis III, que viriam a ter sua influência reconhecida até mesmo por médicos gregos, como Hipócrates e Herófilo.

### Línguas africanas

Mapa dos troncos linguístico das Línguas africanas, que corrobora com estudos linguísticos realizados a partir dos anos 1990 e contraria a hipótese da língua egípcia antiga como origem de todos os idiomas do continente africano

Intelectuais afrocentristas como Anta Diop e, principalmente, seu discípulo Obenga destacaram a necessidade de se encontrar ligações linguísticas que unissem os povos do continente africano, com uma raiz linguística em comum, para comprovar a influência do antigo Egito em toda a África antiga, sendo a origem dos fluxos civilizatórios que seguiram por todo o continente. Diferentemente das abordagens linguísticas elaboradas a partir dos anos 1990, que buscam a origem da língua humana na costa sul-ocidental do continente africano, esses autores argumentavam uma origem egípcia dos idiomas de todo o continente, sustentando o ideal do Egito negro como berço da civilização humana. Desta forma, buscavam ligar a Língua egípcia antiga com os idiomas da África contemporânea. Esse argumento é de fundamental importância para demonstrar a suposta unidade cultural africana, buscando unir o norte da África com a África Bantu e as demais regiões étnico-linguísticas do continente.
Essa tese incentivou uma onda de estudos da língua egípcia antiga e da egiptologia na França e em outros centros de estudos afrocentristas pelo mundo a partir dos anos 1980, que visavam compreender a origem do povo africano através de suas raízes egípcias, tanto de forma étnico-cultural, quanto de forma linguística. 
Para alguns intelectuais africanos, como Ngũgĩ wa Thiong'o, a questão linguística é fundamental como forma de reação ao imperialismo e como autodeterminação da intelectualidade africana. O autor usa sua escrita no idioma gĩkũyũ como forma de resistência anti-imperialista junto ao povo queniano e africano, e destaca a influência da imposição de idiomas não nativos como forma de dominação colonial, de forma a suprimir as identidades nativas, e impondo a identidade do colonizador, unificando e ignorando as individualidades regionais. Essa forma de controle linguístico se destaca até mesmo após os processos das independências africanas, com a maior parte das legislações pós-coloniais mantendo a obrigatoriedade das escritas literárias e científicas nos idiomas dos colonizadores. Os afrocentristas, portanto, tratam como fundamental a necessidade do reconhecimento da unidade linguística do continente africano, como forma de resposta à opressão linguística colonial. 

### Argumentos artísticos-literários

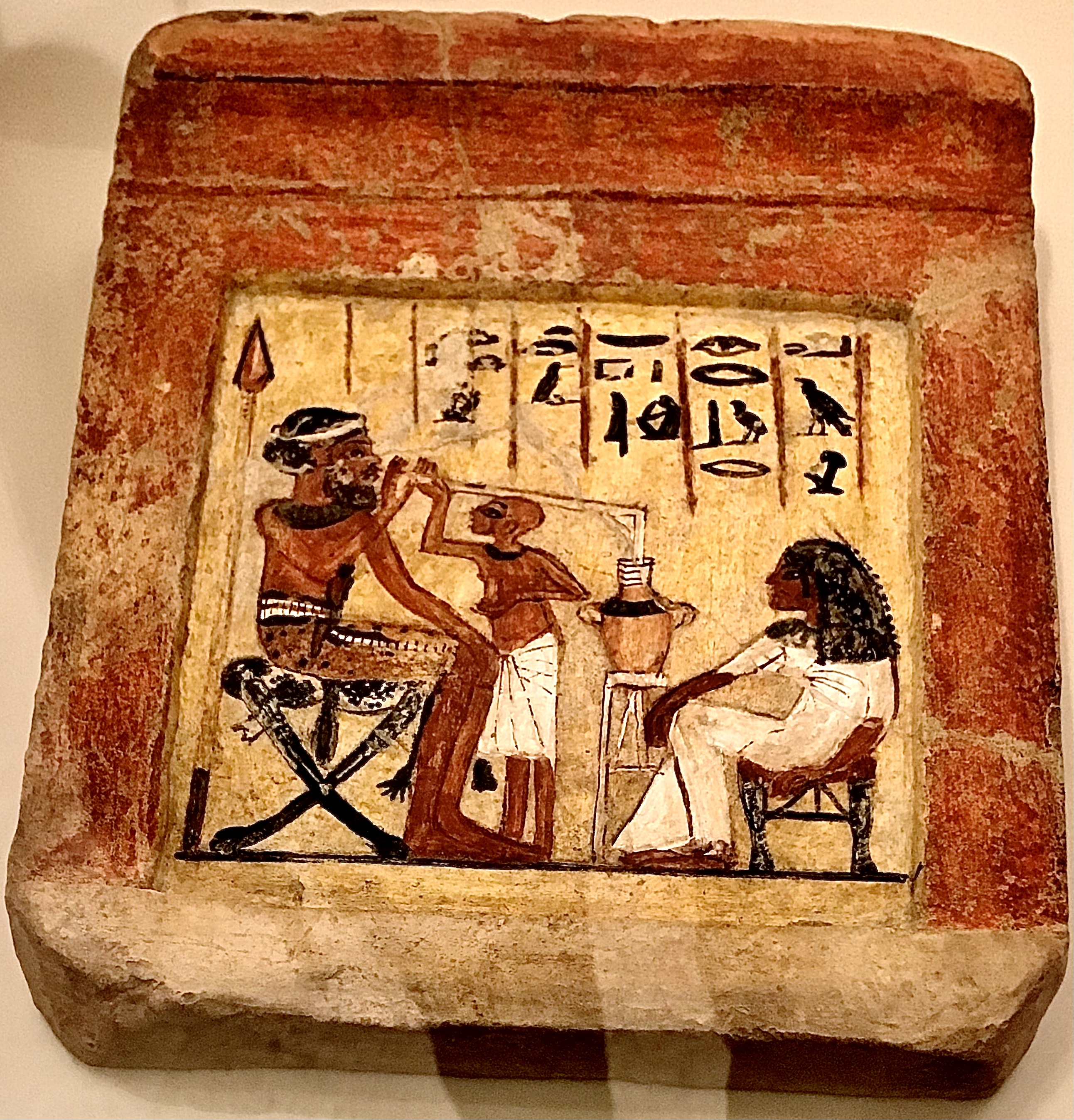
Pintura mostrando canudo do Egito Antigo por volta de 1300 a.C. e com representação dos habitantes do Egito com cor de pele negra

A maior ênfase argumentativa das principais e mais influentes obras afrocentristas está nos temas artísticos e literários. Cheikh Anta Diop retrata uma vasta gama de imagens de baixo-relevo, pinturas e monumentos que, segundo sua visão, comprovariam a origem negra do Egito Antigo, e consequentemente sua correlação com a África Contemporânea. Os antigos egípcios corriqueiramente se representavam com diversos tons de peles e cores de cabelo, comumente retratando homens de pele mais escura, mulheres de pele mais clara e escravidazos com pele também escura. Com base nisso, Diop conclui a autoidentificação dos antigos egípcios como pessoas negras. 
Como principal comprovação desse argumento, Anta Diop apresenta as pinturas das tumbas de Ramsés III e Seti I, que mediante uma análise do vestuário e de uma observação de semelhanças culturais contidas na representação dos diferentes vestuários de cada grupo étnicos, comprovariam a unidade cultural e étnica entre os antigos egípcios e os Núbios, civilização localizada ao sul do território egípcio e de etnicidade negra, de acordo com o consenso historiográfico.
No âmbito literário, os afrocentristas não podem se utilizar dos escritos egípcios antigos, tendo em vista que seus autores não mencionam sua própria cor de pele, assim como essa é uma característica frequentemente faltante nos relatos de viajantes que visitaram o antigo Egito. Com isso, se recorre a abordagens de observadores externos e posteriores, como os gregos e romanos. Anta Diop referencia o livro de Gênesis da Bíblia cristã em seus escritos, buscando recorrer a origem bíblica do povo negro como descendente de Canaã (filho de Cam). Vittorio  Morabito, sociólogo italiano, também analisa o Torá e outros textos judaicos e bíblicos para compreender a influência das ideias afrocentristas em movimentos religiosos como o Rastafarianismo, as igrejas “etiopianistas” da África do Sul, e a Comunidade  Africana  Hebraica  Israelita,  comunidade de Israelitas negros fundada  em  Chicago  em  1965. Além da corriqueira citação do historiador grego antigo Heródoto e de Diodoro de Sicília, que, segundo o autor, tratam o povo do antigo Egito como um povo negro, corroborando a tese da unidade étnica da África.

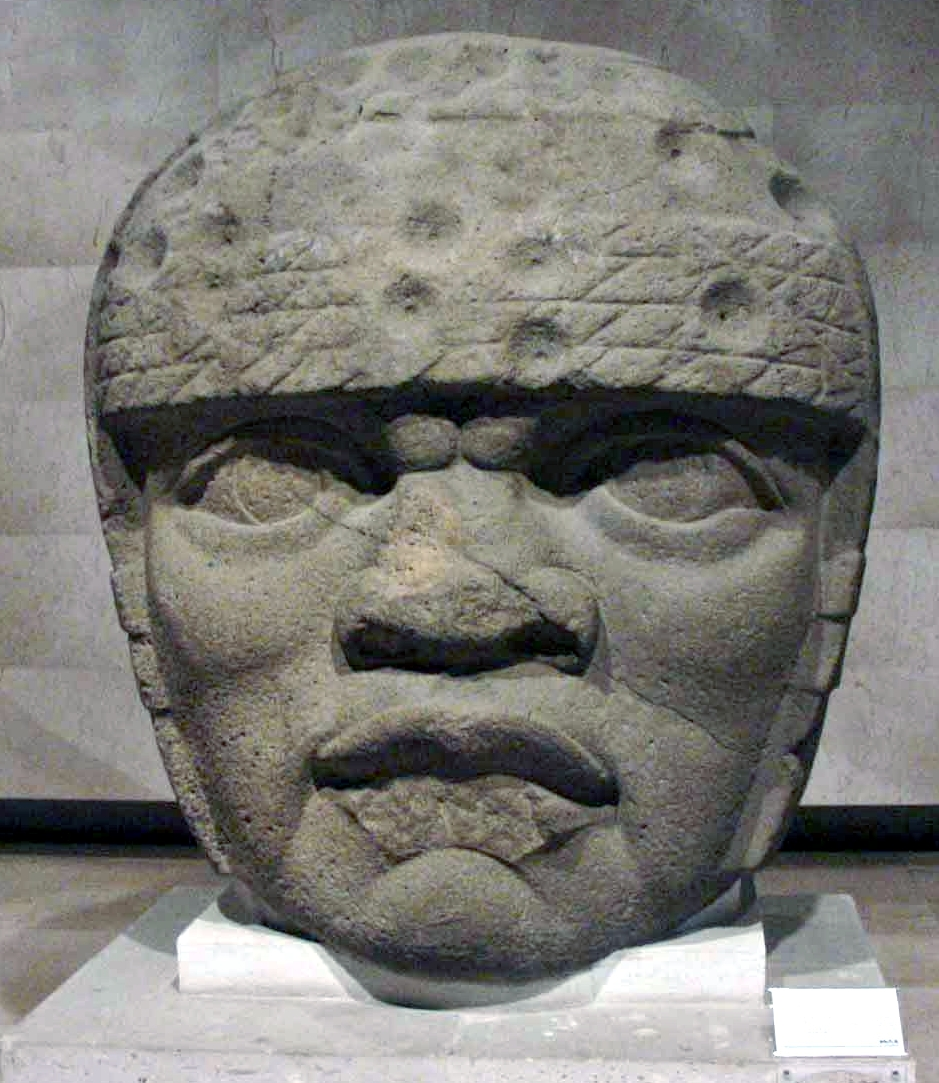
Cabeça colossal olmeca, esculturas utilizadas como argumento para a presença africana na América pré-colombiana por afrocentrista

### Contatos transoceânicos pré-colombianos
Autores afrocentristas e arqueólogos de fora do movimetno afrocentrista, como Alfonso Medellín Zenil e Gonzalo Aguirre Beltrán, compreendem que a grandiosidade e os avanços científicos dos antigos africanos foi tão grande que extrapolou o próprio continente africano, alegando até mesmo a exitência de contatos pré-colombianos entre a África e a América. Como um das principais evidências, argumentam a aparência das cabeças colossais olmecas e sua similaridade com feições negras, alegando uma provável representação de personagens "negróides" que estariam presentes na américa pré-colombiana. 
Esses arqueólogos alegam que as feições das esculturas das cabeças feitas em basalto são idênticas aos "tipos étnicos" africanos, e que poderiam facilmente serem confundidas com representações de guerreiros  ou reis da África clássica, não apenas pelas características físicas, mas também pelos adereços como brincos e penteados que seriam, segundo esses arqueólogos, típicos dos africanos do período, e dessa forma, comprovando uma suposta presença de africanos na mesoamérica antes da invasão europeia. 

## Eurocentrismo versus afrocentrismo

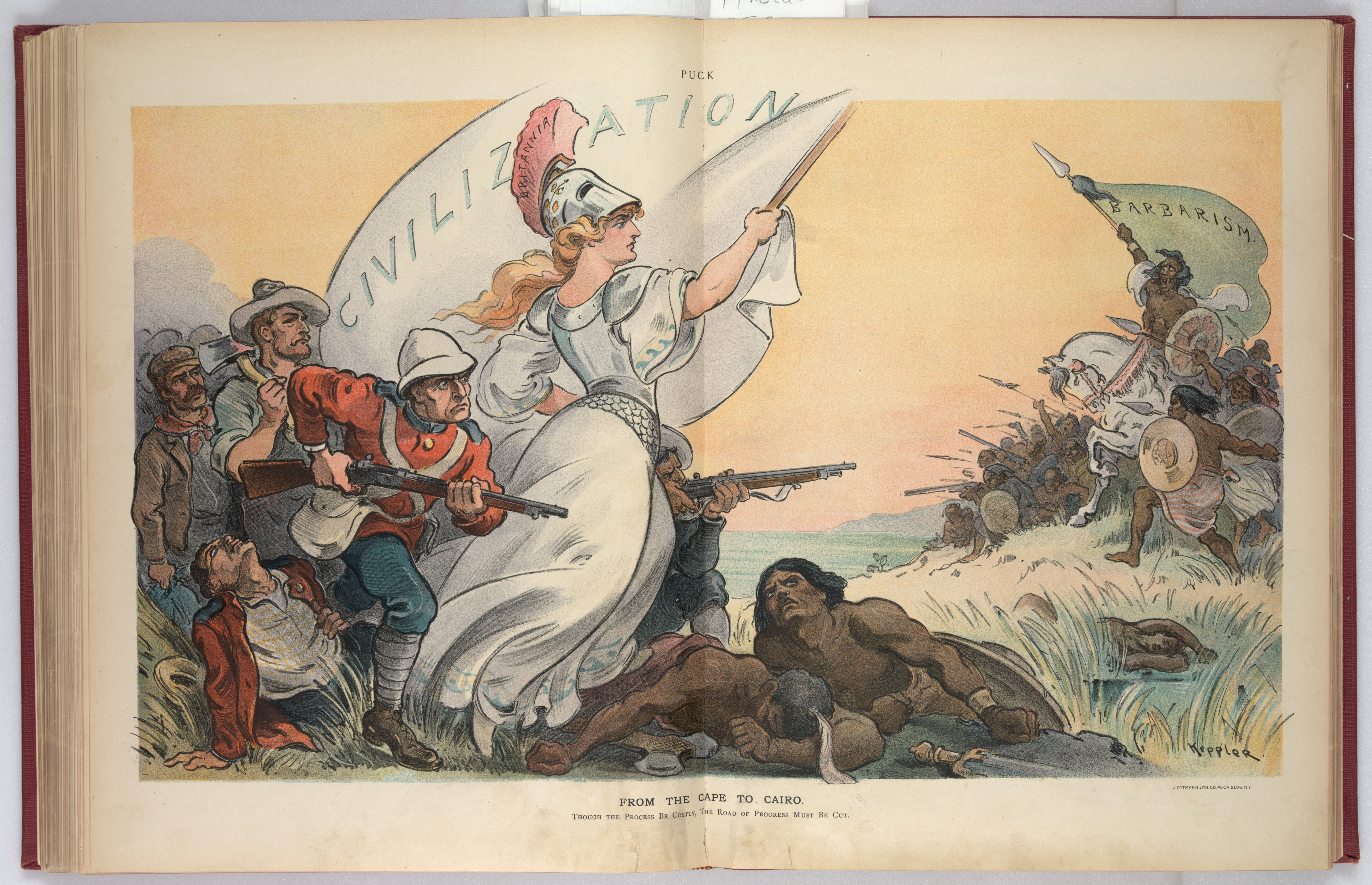
Ilustração From the Cape to Cairo de Udo Keppler. Britânia carrega uma grande bandeira branca escrita "Civilização" e confronta um grupo de indígenas, que portam uma bandeira escrita "Barbárie". Em contraponto, os afrocentristas buscavam se apresentar como opositores ao afrocentrismo, combatendo a base do conhecimento ocidental "hegeliano" e resistindo a dominação colonial simbolizada por Briânia

Comumente tanto afrocentristas quanto seus críticos comparam o afrocentrismo ao eurocentrismo. Autores adeptos ao afrocentrismo como Cheikh Anta Diop, Molefi Kete Asante e Martin Bernal se propõe a romper com a lógica hegeliana e ocidental do conhecimento histórico, ligada diretamente aos pensadores europeus e o que alegam ser o "pensamento eurocentrado" através de uma ruptura com a visão tradicional da história da civilização humana, e seus métodos tradicionais, buscando novas formas de escrever a história da África e sua influência no mundo ocidental. Os críticos ao afrocentrismo, como Mary Lefkowitz, comumente também o colocam lado a lado, no desejo de apontar as falhas das teses afrocentristas, e com isso ignorando a possibilidade da existência de outras formas de contar a história além da dicotomia artificial entre eurocentrismo e afrocentrismo, transpondo a noção de que nada há além da opção de sermos "afrocêntricos" ou "eurocêntricos". 
Desta forma, os dois polos, afrocentristas e seus críticos, estabelecem um "diálogo entre surdos". De um lado, os historiadores adeptos do afrocentrismo visam somente a destruição do modelo hegeliano ocidental de pensar a história da antiguidade e do continente africano como um todo, sem considerar possibilidades já apresentadas, e colocando-se em oposição a todo o conhecimento europeu anteriormente produzido. Do outro lado, se concentram historiadores que visam unicamente refutar os métodos e as teses dos afrocentristas, ignorando quase que completamente suas fontes e não aceitando a possibilidade de uma história alternativa aquela já definida anteriormente. 

## Principais autores

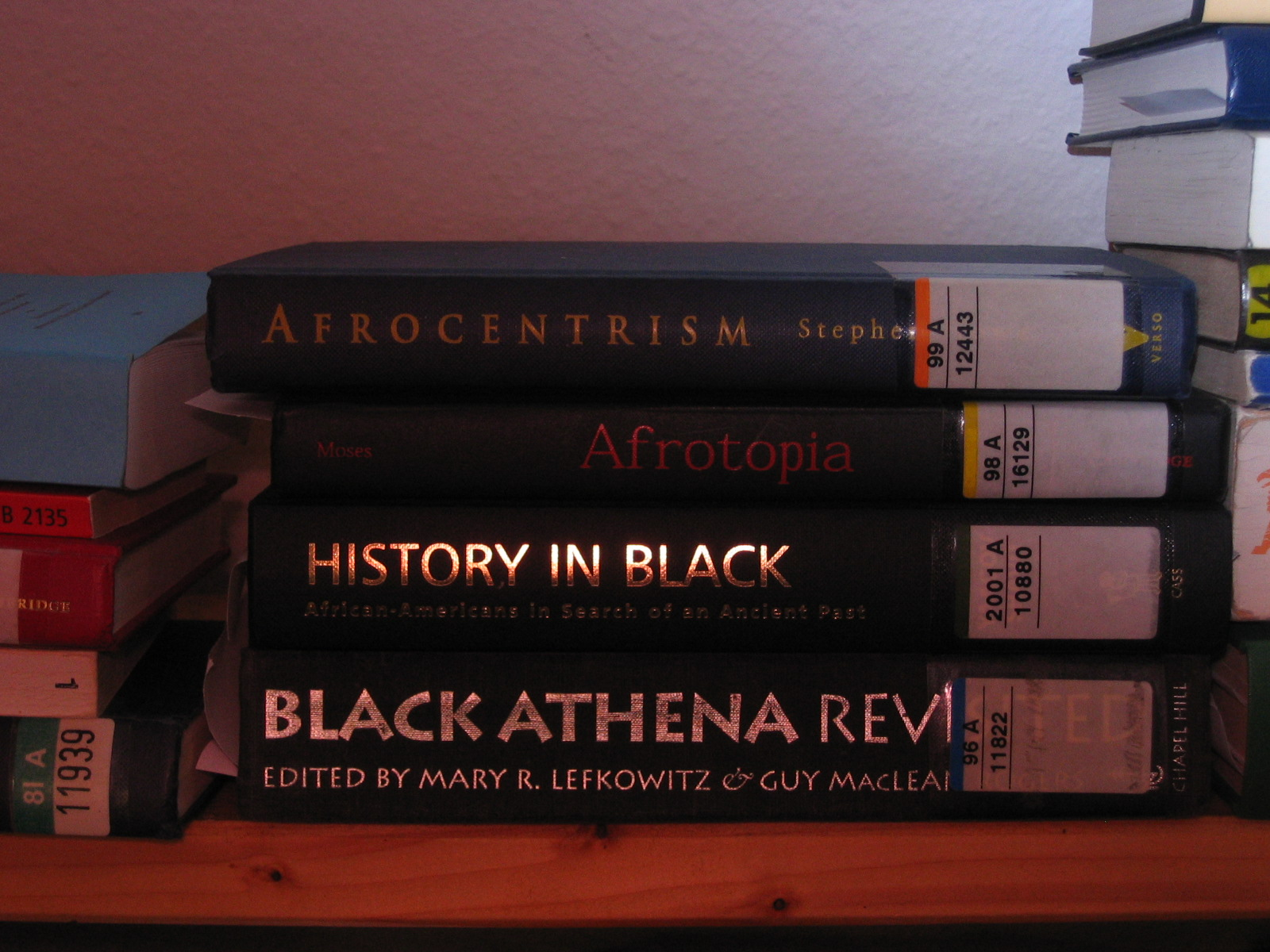
Pilha de livros afrocentristas

- Marimba Ani
- Molefi Kete Asante
- Jacob Carruthers
- Cheikh Anta Diop
- Yosef Ben-Jochannan
- Gayl Jones
- Runoko Rashidi
- J.A. Rogers
- Ivan Van Sertima
- Chancellor Williams
- Théophile Obenga
- Asa Grant Hilliard III

### Artigos científicos
- Bussotti, Luca; Nhaueleque, Laura António (7 de junho de 2018). «A invenção de uma tradição: as fontes históricas no debate entre afrocentristas e seus críticos». História (São Paulo): e2018005. ISSN 0101-9074. doi:10.1590/1980-4369e2018005. Consultado em 24 de agosto de 2023
- Urstad, Kristian (2009). «Stolen Legacy: The egyptian origins of western philosophy» (PDF). Kritike (University of Santo Tomas) (em inglês): 167-170. ISSN 1908-7330. doi:10.25138/3.2.b.1. Consultado em 19 de dezembro de 2023
- Sagredo, Raisa (3 de janeiro de 2018). «Miradas afrocêntricas em torno da africanização do Egito Antigo entre racialização e identidades». Faces da História (São Paulo). Consultado em 24 de agosto de 2023
- Farias, P. F. De Moraes (27 de janeiro de 2003). «Afrocentrismo: entre uma contranarrativa histórica universalista e o relativismo cultural». Afro-Ásia (29-30). ISSN 1981-1411. doi:10.9771/aa.v0i29-30.21061. Consultado em 24 de agosto de 2023
- Kroubo, Jérimé (2008). «Jérémie. Afrocentrism through Afro-American Music: from the 1960's until the Early 2000's» (PDF). Consultado em 9 de outubro de 2023
- Santos, Artur Epifanio dos (14 de setembro de 2020). «DA TESE DE DIOP ÀS CONTRANARRATIVAS DO EGITO NEGRO: OUTRAS EPISTEMOLOGIAS NUMA ESCOLA PLURIDIMENSIONAL». Interfaces Científicas - Direito (2): 311–328. ISSN 2316-381X. doi:10.17564/2316-381X.2020v8n2p311-328. Consultado em 26 de outubro de 2023
- Da Silva, Thais (2012). «A DISPUTA DE THOTH E CLIO NA SALA DE AULA: PROBLEMAS E POSSIBILIDADES DO ENSINO DO EGITO ANTIGO NO CURRÍCULO ESCOLAR» (PDF). Anais eletrônicos. Consultado em 10 de outubro de 2023
- Cottle, Cottle e Bell, C. Adam, Frederick S. e Thomas W. (2015). «From suits to robes: The use of African inspired apparel as a communication tool in the mid-twentieth century American avantgarde jazz community.». Middle Tennessee State University Intellect Ltd. Journal of Fashion, Style and Popular Culture. volume 2 (N° 2). Consultado em 11 de outubro de 2023
- Roberts, Robin (1994). «"Ladies First": Queen Latifah's Afrocentric Feminist Music Video» (PDF). Black Women's Culture Issue. African American Review. Vol. 28 (No. 2). Consultado em 20 de outubro de 2023
- Levine, Robert (2008). «Elegant Inconsistencies: Race, Nation, and Writing in Wilson Jeremiah Moses's Afrotopia». American Literary History. 20. doi:10.1093/alh/ajn016. Consultado em 14 de fevereiro de 2014

### Livros e capítulos de livros
- Ngugi wa Thiong'o (2011). Decolonising the mind: the politics of language in African literature (PDF). Col: Studies in African literature Reprinted ed. Oxford: Currey
- Howe, S. (1998). Afrocentrism: mythical pasts and imagined homes. London: Verso
- M’Bokolo, Elikia (2009). África Negra: História e civilizações Tomo I (Até o século XVIII) ed. Salvador, São Paulo: EDUFBA, Casa das Áfricas
- Asante, Molefi Kete (1999). The painful demise of Eurocentrism: an afrocentric response to critics. Trenton NJ (EUA) e Asmara (Eritreia): Africa World Press
- Howe, Stephen (1999). Afrocentrism: mythical pasts and imagined homes Paperback ed., 1. publ ed. London: Verso
- Thairu, Kihumbu (1985). The African Civilization (em inglês). [S.l.]: Kenya Literature Bureau
- Toasijé, Antumi (2013). Si mie preguntáis por el Panafricanismo y la Afrocentricidad: artículos, conferencias, discursos y entrevistas, 2001-2013. Madrid: WanafriKa Centro Panafricano y Centro de Estudios Panafricanos
- Asante, Molefi Kete (2007). An afrocentric manifesto: toward an African renaissance. Cambridge: Polity
- Asante, Molefi Kete (1998). The Afrocentric Idea rev., and exp. ed ed. Philadelphia: Temple University Press
- Appiah, Kwame Anthony; Gates, Henry Louis, eds. (2005). Africana: the encyclopedia of the African and African American experience 2. ed ed. Oxford: Oxford Univ. Press

### Páginas web
- «Cheikh Anta Diop, The Pharoah [sic] of Knowledge». Consultado em 15 de outubro de 2015. Cópia arquivada em 13 de junho de 2007
- Clarke, John Henrik. «Cheikh Anta Diop and the New Light on African History». nbufront.org. National Black United Front. Consultado em 15 de outubro de 2015. Cópia arquivada em 19 de fevereiro de 2009
- Rashidi, Runoko. «The Global African Presence». cwo.com. Consultado em 15 de outubro de 2015. Cópia arquivada em 14 de janeiro de 2012
- Sertima, Ivan Van. «Journal of African Civilizations». cwo.com. Consultado em 15 de outubro de 2015. Cópia arquivada em 26 de abril de 2006
- West, E. James (17 de março de 2022). «How Budweiser Pioneered the Year-Round Use of Black History to Sell Stuff». Slate. Consultado em 20 de outubro de 2023
- Vanthournout, Charles (6 de março de 2023). «Débat : L'Égypte noire est-elle une imposture ?». The Conversation. Consultado em 2 de novembro de 2023
- Asante, Molefi Kete (13 de abril de 2009). «Afrocentricity». Asante. Consultado em 23 de novembro de 2018. Cópia arquivada em 23 de novembro de 2018

### Jornais e revistas
- Dafoe, Chris (18 de maio de 1990). «Rapping Latifah Rules New Tribes». Toronto star. Consultado em 20 de outubro de 2023

### Teses e Dissertações
- Bratcher, Melanie (2004). «2». I'm African When I'm Singing, I'm Black and Blue When I'm Not: An Aesthetic Analysis of Selected Songs by Bessie Smith, Billie Holiday and Nina Simone (Tese de Doutorado). Temple University. Consultado em 1 de novembro de 2023
- Ferreira, Caroline Silva (2022). PRESENÇA AFROMEXICANA DO PROCESSO DE INVISIBILIZAÇÃO À LUTA POR RECONHECIMENTO CONSTITUCIONAL DE 1997-2019 (Dissertação de mestrado). Universidade Federal da Integração Latino-Americana. Consultado em 19 de dezembro de 2023
- Sagredo, Raisa (2017). PRAÇA E ETNICIDADE: QUESTÕES E DEBATES EM TORNO DA (DES)AFRICANIZAÇÃO DO EGITO ANTIGO (PDF) (Dissertação de mestrado). Universidade Federal de Santa Catarina. Consultado em 19 de dezembro de 2023